# 11356 Chuckjones
11356 Chuckjones (1997 YA) là một tiểu hành tinh vành đai chính được phát hiện ngày 18 tháng 12 năm 1997 bởi F. B. Zoltowski ở Woomera.